# 2002 PQ149
2002 PQ149, também escrito como 2002 PQ149, é um objeto transnetuniano que está localizado no Cinturão de Kuiper, uma região do Sistema Solar. Ele possui uma magnitude absoluta de 7,1 e tem um diâmetro estimado com cerca de 167 km.

## Descoberta
2002 PQ149 foi descoberto no dia 11 de agosto de 2002 pelo astrônomo Marc W. Buie.

## Órbita
A órbita de 2002 PQ149 tem uma excentricidade de 0,174 e possui um semieixo maior de 44,339 UA. O seu periélio leva o mesmo a uma distância de 36,628 UA em relação ao Sol e seu afélio a 52,049 UA.